# 2002 en économie (discipline)
Cet article présente les faits marquants de l'année 2002 en économie (discipline).

## Décès

### Mars
- 11 mars : James Tobin - économiste américain et créateur de l'idée d'une taxe sur les transactions financières